# Oyama, Shizuoka
Oyama (japanska: 小山町?, Oyama-chō) är en landskommun i Shizuoka prefektur i Japan. I kommunen finns speedwaybanan Fuji International Speedway.